# Syl Apps junior
Sylvanus Marshall Apps junior (* 1. August 1947 in Toronto, Ontario) ist ein ehemaliger kanadischer Eishockeyspieler, der während seiner aktiven Karriere zwischen 1965 und 1980 unter anderem 750 Spiele für die New York Rangers, Pittsburgh Penguins und Los Angeles Kings in der National Hockey League auf der Position des Centers bestritten hat. Apps nahm insgesamt zweimal am NHL All-Star Game und wurde im Jahr 1975 als dessen wertvollster Spieler ausgezeichnet.

## Karriere
Apps spielte während seiner Juniorenzeit von 1965 und 1966 für die Kingston Canadians und später für die Princeton University. Zuvor war er bereits im NHL Amateur Draft 1964 in der vierten Runde an 21. Position von den New York Rangers aus der National Hockey League ausgewählt worden. Zunächst spielte Apps aber von 1967 bis 1969 für die Kingston Aces in der OHA Senior A League, ehe ihn die Rangers davon überzeugen konnten, ins Profilager zu wechseln.
Der Stürmer wurde vorerst bei den Omaha Knights in der Central Hockey League sowie den Buffalo Bisons aus der American Hockey League – mit denen er 1970 den Calder Cup gewann – an das Niveau der NHL herangeführt, so dass zur Saison 1970/71 den Sprung in den Kader New Yorks schaffte. Apps Zeit bei den Rangers dauerte allerdings nur ein halbes Jahr und 31 Spiele an, da er am 1. Januar 1971 gemeinsam mit Sheldon Kannegiesser an die Pittsburgh Penguins abgegeben wurde. Diese erhielten im Gegenzug Glen Sather. In Pittsburgh entwickelte sich Apps nach leichten Startschwierigkeiten zu einem Führungsspieler und bildete mit Jean Pronovost und Lowell MacDonald die sogenannte „Century Line“ – eine der erfolgreichsten Angriffsreihen der Liga zu dieser Zeit. Lediglich ein erfolgreicher Lauf in den Play-offs blieb dem Team während dieser Zeit verwehrt.
Mit seinen Leistungen avancierte Apps aber zu einem der besten Spieler der Liga. In der Saison 1973/74 wurde er erstmals für das NHL All-Star Game nominiert, was zuvor bereits sein Vater Syl Apps geschafft hatte. Somit waren sie das erste Vater-Sohn-Duo, die dies in der Liga-Geschichte erreichten. Aufgrund Apps verletzungsbedingter Absage dauerte es jedoch ein weiteres Jahr bis Apps im Auswahlspiel auch auf dem Eis stand. Mit zwei Toren avancierte der Center gar zum wertvollsten Spieler der Partie. Nachdem Apps in der Spielzeit 1975/76 einen Karrierebestwert von 99 Punkten aufgestellt hatten, boten ihm die Penguins einen zu dieser Zeit rekordverdächtigen Vertrag mit einer Laufzeit von fünf Jahren und einem Gesamtsalär von einer Million US-Dollar.
Die Wege von Apps und den Penguins trennten sich schließlich zu Beginn der Saison 1977/78. Mit Hartland Monahan wurde er für Dave Schultz, Gene Carr und ein Viertrunden-Wahlrecht im NHL Amateur Draft 1978 an die Los Angeles Kings abgegeben. Dort ließ der Stürmer seine Karriere ausklingen und beendete selbige im Anschluss an die Spielzeit 1979/80.

## Erfolge und Auszeichnungen
- 1970 Calder-Cup-Gewinn mit den Buffalo Bisons
- 1974 Teilnahme am NHL All-Star Game (verletzungsbedingte Absage)
- 1975 Teilnahme am NHL All-Star Game
- 1975 Most Valuable Player des NHL All-Star Game

## Karrierestatistik
(Legende zur Spielerstatistik: Sp oder GP = absolvierte Spiele; T oder G = erzielte Tore; V oder A = erzielte Assists; Pkt oder Pts = erzielte Scorerpunkte; SM oder PIM = erhaltene Strafminuten; +/− = Plus/Minus-Bilanz; PP = erzielte Überzahltore; SH = erzielte Unterzahltore; GW = erzielte Siegtore; 1 Play-downs/Relegation; Kursiv: Statistik nicht vollständig)

## Familie
Apps Vater Syl Apps (1915–1998) war ebenfalls ein professioneller Eishockeyspieler und gewann dreimal den Stanley Cup mit den Toronto Maple Leafs. Zudem nahm er an den Olympischen Sommerspielen 1936 in Berlin im Stabhochsprung teil.
Seine Kinder, Syl Apps III (* 1976) und Gillian Apps (* 1983), schlugen ebenfalls eine Karriere im Eishockeysport ein. Während Syl III in der American Hockey League und East Coast Hockey League aktiv war, ist Gillian unter anderem zweifache Goldmedaillengewinnerin bei den Olympischen Winterspielen. Die erst geborene Tochter Amy Apps (* 1978) war Spielerin der kanadischen Frauen-Fußballnationalmannschaft. Ein Neffe Apps ist Darren Barber (* 1968), der als Ruderer ebenfalls Inhaber einer olympischen Goldmedaille ist.